# Islas Salomón en los Juegos Olímpicos de Atlanta 1996
Las Islas Salomón estuvieron representadas en los Juegos Olímpicos de Atlanta 1996 por cuatro deportistas, tres hombres y una mujer, que compitieron en dos deportes.
El equipo olímpico salomonense no obtuvo ninguna medalla en estos Juegos.